# Lijst van voetbalinterlands Georgië - Kosovo
Deze lijst van voetbalinterlands is een overzicht van alle officiële voetbalwedstrijden tussen de nationale teams van Georgië en Kosovo. De landen speelden tot op heden twee keer tegen elkaar. De eerste ontmoeting, een kwalificatiewedstrijd voor het Wereldkampioenschap voetbal 2022, werd gespeeld in Tbilisi op 2 september 2021. Het laatste duel, de returnwedstrijd in dezelfde kwalificatiereeks, vond plaats op 12 oktober 2021 in Pristina.

## Wedstrijden
| № | Plaats   | Datum            | Competitie           | Wedstrijd        | Uitslag |
| - | -------- | ---------------- | -------------------- | ---------------- | ------- |
| 1 | Tbilisi  | 2 september 2021 | WK 2022 kwalificatie | Georgië – Kosovo | 0 – 1   |
| 2 | Pristina | 12 oktober 2021  | WK 2022 kwalificatie | Kosovo − Georgië | 1 − 2   |

## Samenvatting
| Competitie      | Totaal gespeeld | Winst Georgië | Gelijk | Winst Kosovo | Doelsaldo Georgië – Kosovo |
| --------------- | --------------- | ------------- | ------ | ------------ | -------------------------- |
| WK-kwalificatie | 2               | 1             | 0      | 1            | 2 − 2                      |
| Totaal          | 2               | 1             | 0      | 1            | 2 − 2                      |

GFF · A-internationals · Bondscoaches · Statistieken · Georgisch vrouwenelftal · Georgië U21 · Georgië U20 · Georgië U19 · Georgië U18 · Georgië U17 · Georgië U16
1990 – 1999 ·
2000 – 2009 ·
2010 – 2019 ·
2020 − 2029
1990 · 
1991 · 
1992 · 
1993 · 
1994 · 
1995 · 
1996 · 
1997 · 
1998 · 
1999 · 
2000 · 
2001 · 
2002 · 
2003 · 
2004 · 
2005 · 
2006 · 
2007 · 
2008 · 
2009 · 
2010 · 
2011 · 
2012 · 
2013 · 
2014 · 
2015 ·
2016 ·
2017 ·
2018 ·
2019 ·
2020 ·
2021 ·
2022 ·
2023 ·
2024
Albanië ·
Andorra ·
Armenië ·
Azerbeidzjan ·
Bosnië en Herzegovina ·
Bulgarije ·
Cyprus ·
Denemarken ·
Duitsland ·
Egypte ·
Engeland ·
Estland ·
Faeröer ·
Finland ·
Frankrijk ·
Gibraltar ·
Griekenland ·
Hongarije ·
Ierland ·
IJsland ·
Iran ·
Israël ·
Italië ·
Jordanië ·
Kameroen ·
Kazachstan ·
Kosovo ·
Kroatië ·
Letland ·
Libanon ·
Liechtenstein ·
Litouwen ·
Luxemburg ·
Malta ·
Marokko ·
Moldavië ·
Mongolië ·
Montenegro · 
Nederland ·
Nieuw-Zeeland ·
Nigeria ·
Noord-Ierland ·
Noord-Macedonië ·
Noorwegen ·
Oekraïne ·
Oezbekistan ·
Oostenrijk ·
Paraguay ·
Polen ·
Portugal ·
Qatar ·
Roemenië ·
Rusland ·
Saint Kitts en Nevis ·
Saoedi-Arabië ·
Schotland ·
Servië ·
Slovenië ·
Slowakije ·
Spanje ·
Thailand ·
Tsjechië ·
Tunesië ·
Turkije ·
Uruguay ·
Verenigde Arabische Emiraten ·
Wales ·
Wit-Rusland ·
Zuid-Afrika ·
Zuid-Korea ·
Zweden ·
Zwitserland
FFK · 
Kosovaars vrouwenelftal · Kosovo U19 · Kosovo U17
2010 – 2019 ·
2020 − 2029
2014 · 
2015 · 
2016 · 
2017 · 
2018 ·
2019 ·
2020 ·
2021 ·
2022 ·
2023 ·
2024
Albanië ·
Andorra ·
Armenië ·
Azerbeidzjan · 
Bulgarije · 
Burkina Faso · 
Cyprus ·
Denemarken ·
Engeland ·
Equatoriaal-Guinea ·
Faeröer ·
Finland ·
Gambia ·
Georgië ·
Gibraltar ·
Griekenland ·
Guinee ·
Haïti ·
Hongarije ·
IJsland ·
Israël ·
Jordanië ·
Kroatië ·
Letland ·
Litouwen ·
Madagaskar ·
Malta ·
Moldavië ·
Montenegro ·
Noord-Ierland ·
Noord-Macedonië ·
Noorwegen ·
Oekraïne ·
Oman ·
Roemenië ·
San Marino ·
Senegal ·
Slovenië ·
Spanje ·
Tsjechië ·
Turkije ·
Wit-Rusland ·
Zweden ·
Zwitserland